# Myliobatis californica
Espèce
Synonymes
- Myliobatis californica Gill, 1865

Statut de conservation UICN

 LC  : Préoccupation mineure
Myliobatis californica est une espèce de raie.